# Звучна небна приблизителна съгласна
Звучната небна приблизителна съгласна е вид съгласен звук, използван в много говорими езици. В Международната фонетична азбука той се отбелязва със символа j. В българския е звукът, обозначаван с „й“.
Звучната небна приблизителна съгласна се използва в езици като английски (you, [juː]), мандарин (鸭‎, [ja˥]), немски (Jacke, [ˈjäkə]), нидерландски (ja, [jaː]), полски (jutro, [ˈjut̪rɔ]), руски (яма, [ˈjämə]), френски (yeux, [jø]).